# Zawada (Kłomnice)
Pour les articles homonymes, voir Zawada.
Zawada est une localité polonaise de la gmina de Kłomnice, située dans le powiat de Częstochowa en voïvodie de Silésie.